# Ptyodactylus orlovi
Ptyodactylus orlovi (віялопалий гекон Орлова) — вид геконоподібних ящірок родини Phyllodactylidae. Мешкає на Аравійському півострові. Вид названий на честь російського герпетологина Миколая Орлова.

## Опис
Довжина Ptyodactylus orlovi (без врахування хвоста) становить 8,4 см, довжина хвоста дещо коротша за довжину решти тіла.

## Поширення і екологія
Віялопалі гекони Орлова мешкають в горах Хаджар на території Оману і ОАЕ. Вони живуть серед скель, валунів і осипів, трапляються у ваді. Зустрічаються на висоті до 2500 м над рівнем моря. Колективно відкладають яйця, в кладці 2 яйця.